# أندريه جيل
أندريه جيل هو لاعب هوكي الجليد كندي، ولد في 19 سبتمبر 1941 في سوريل-تريسي في كندا، وتوفي في 2 ديسمبر 2014.

## وصلات خارجية
- أندريه جيل على موقع دوري الهوكي الوطني (الإنجليزية)
- أندريه جيل على موقع قاعة مشاهير الهوكي (لاعب أن.إتش.أل) (الإنجليزية)
- أندريه جيل على موقع EliteProspects.com (الإنجليزية)
- أندريه جيل على موقع HockeyDB.com (الإنجليزية)
- أندريه جيل على موقع Hockey-Reference.com (الإنجليزية)